# Ian Wood (Eishockeyspieler)
Ian Wood (* 10. Februar 1964 in Rotherham, England) ist ein ehemaliger kanadisch-deutscher Eishockeytorwart.

## Karriere
1980 begann die Eishockey-Karriere des Ian Wood in der Jugendliga des kanadischen Bundesstaates British Columbia. In den beiden Jahren überzeugte er auch die Verantwortlichen des NHL-Clubs Edmonton Oilers, die ihn daraufhin; als ersten 17-jährigen Torwart aus der BCJHL, im NHL Entry Draft 1982 an 188. Position (9. Runde) auswählten. Er blieb drei Jahre bei den Portland Winter Hawks in der WHL. 1985 gewann er die Silbermedaille mit der kanadischen Eishockeynationalmannschaft in Prag. Doch eine NHL-Chance sah er nicht mehr, so dass er nach Deutschland wechselte. In der 2. Liga spielte er ab 1986 für den Krefelder EV. Nach der Saison 1989/90 beim ESV Kaufbeuren blieb er zwei Jahre beim Duisburger SV. Drei Jahre lang spielte er für den Augsburger EV. 1994 bekam Ian Wood eine Chance in der neugeschaffenen DEL, in der er bei den Ratinger Löwen spielte. In seinem dritten Jahr verabschiedete er sich nach zehn Spielen ins Sauerland zum Iserlohner EC. Der damalige Zweitligist erlebte eine wechselhafte Saison, in die der Goalie Stabilität brachte. In Iserlohn blieb er über dreieinhalb Jahre, bevor er seine Karriere verletzungsbedingt beendete.
Im Jahre 1999 eröffnete Wood in Iserlohn zusammen mit einem Geschäftspartner als Franchisepartner im Iserlohner Kinocenter eine 270 m² große Filiale der Gastronomie-Kette "Louisiana". Der Betrieb wurde mittlerweile wieder eingestellt.
Seitdem stand der Publikumsliebling und zweimalige „Sportler des Jahres“ des Iserlohner Kreisanzeigers nicht mehr auf dem Eis, ist seit Februar 2006 aber Mitglied des ECD-Traditionsteams.
Von 2016 bis 2019 betreute Wood, der nach wie vor in Iserlohn lebt, die deutsche Para-Eishockey Nationalmannschaft als General Manager.